# Kościół św. Jana Chrzciciela w Piszkowicach
Kościół św. Jana Chrzciciela w Piszkowicach – zabytkowy kościół we wsi Piszkowice.
Kościół parafialny wybudowany pod koniec XIV w., przebudowany XVIII w..